# South Whitley
South Whitley és una població dels Estats Units a l'estat d'Indiana. Segons el cens del 2000 tenia 1.782 habitants.

## Demografia
Segons el cens del 2000, South Whitley tenia 1.782 habitants, 742 habitatges, i 482 famílies. La densitat de població era de 929,8 habitants/km².
Dels 742 habitatges en un 31% hi vivien nens de menys de 18 anys, en un 50,1% hi vivien parelles casades, en un 11,1% dones solteres, i en un 35% no eren unitats familiars. En el 30,5% dels habitatges hi vivien persones soles el 14,8% de les quals corresponia a persones de 65 anys o més que vivien soles. El nombre mitjà de persones vivint en cada habitatge era de 2,4 i el nombre mitjà de persones que vivien en cada família era de 2,97.
Per edats la població es repartia de la següent manera: un 26,8% tenia menys de 18 anys, un 9,1% entre 18 i 24, un 29% entre 25 i 44, un 18,7% de 45 a 60 i un 16,3% 65 anys o més.
L'edat mediana era de 35 anys. Per cada 100 dones de 18 o més anys hi havia 89 homes.
La renda mediana per habitatge era de 35.114$ i la renda mediana per família de 42.438$. Els homes tenien una renda mediana de 34.653$ mentre que les dones 21.221$. La renda per capita de la població era de 19.766$. Entorn del 7% de les famílies i el 8,2% de la població estaven per davall del llindar de pobresa.

## Poblacions més properes
El següent diagrama mostra les poblacions més properes.